# Ousman Krubally
Ousman Krubally (Atlanta, 13 marzo 1988) è un cestista statunitense con cittadinanza gambiana.

## Palmarès

### Club
- NBL: 1

London Leopards: 2011-2012
- Campionato kazako: 1

Astana: 2016-2017
- Supercoppa di Cipro: 1

Keravnos: 2022
- FIBA Europe Cup: 1

Chemnitz: 2023-2024